# 中丸宣明
中丸 宣明（なかまる のぶあき、1955年 - ）は、日本近代文学研究者。法政大学文学部日本文学科教授。

## 経歴
- 1986年9月、東京大学大学院人文科学研究科博士課程単位取得満期退学。文学修士。
- 2007年4月、山梨大学 教育人間科学部教授。
- 2012年4月、法政大学 文学部日本文学科教授。

## 委員等
- 1994年5月、山梨県立文学館専門委員。
- 1996年5月、昭和文学会幹事。
- 1998年5月、日本近代文学会評議員。
- 2000年4月、国文学研究資料館国文学文献資料調査員。
- 2005年4月、国文学研究資料館共同研究委員会委員。
- 2005年5月-2007年3月、日本近代文学会「日本近代文学」編集委員。
- 2008年4月、日本文学協会委員。
- 2008年4月、大学共同利用機関法人人間文化研究機構外部評価委員 。

## 研究
日本近代文学の成立期の研究を行う。「19・20世紀の日本の演劇・芸能」、「自然主義の形成史」、「日本の19世紀文学」を研究テーマとしている。
日本の近代文学は明治元年（1868年）以降の文学を指すことが一般的であるが、その形成課程を近世期の文学との連続の相の下に置き、19世紀文学という枠組みを建てることにより、広く江戸期からの流れで近代文学を捉えようと試みている。また、明治20～30年代の文学演劇へのアプローチからも、日本近代文学成立期の研究を進めている。

## 主な著書・論文
著書
- （共著） 編『コレクション現代詩』桜楓社、1990年1月。
- （共著） 編『論集樋口一葉』おうふう、1996年11月。
- （共著） 編『島尾敏雄』鼎書房、2000年12月。
- （翻刻・解説、共著） 編『池辺三山（三）』博文館新社、2003年8月。
- （校注、共著） 編『新日本古典文学大系明治編 翻訳小説集二』岩波書店、2002年1月。
- （校注、共著） 編『新日本古典文学大系明治編 政治小説集二』岩波書店、2006年10月。
- （共著） 編『展望現代の詩歌８　短歌Ⅲ』明治書院、2008年1月。
- （編著） 編『コレクション・モダン都市文化　第４期　第67巻　漫才と落語』ゆまに書房、2011年9月。
- （校注、共著） 編『円朝全集〈第３巻〉業平文治漂流奇談・松の操美人の生埋・蝦夷錦古郷の家土産』岩波書店、2013年3月。
- （共著） 編『好古趣味の歴史―江戸東京からたどる』文学通信、2020年6月。

論文
- 『自他楽会資料（一）』、調査研究報告（国文学研究資料館調査収集事業部）、2008年。
- 『「東京絵入新聞」の図像学－「金之助の話説」の成立まで』、日本近代文学 、2008年。
- 『草双紙のゆくえ--雑誌「人情世界」の位置』、文学、2009年。
- 『紀久八狂乱－－広津柳浪「乱菊物語」と小栗風葉「鬘下地」』、文学、2010年。

## 所属学会
- 日本近代文学会（1980年）
- 昭和文学会（1985年）
- 日本文学協会（1985年）
- 樋口一葉研究会（1999年）

## 番組出演
- 『chouchou』 テレビ朝日 （テーマ：明治の文芸雑誌・2017年8月27日放送）